# Роата Мика (Ђурђу)
Роата Мика (рум. Roata Mică) насеље је у Румунији у округу Ђурђу у општини Роата Де Жос. Oпштина се налази на надморској висини од 110 m.

## Становништво
Према подацима из 2002. године у насељу је живело 512 становника, од којих су сви румунске националности.